# En värld full av liv
En värld full av liv (engelsk titel "Circle of Life") är en sång hämtad från filmen Lejonkungen. Sången, som skrevs av Elton John och Tim Rice, spelas i filmens första scen där man ser hur djur vallfärdar till lejonungen Simbas födelse.
I den engelska filmversionen sjunger Lebo M sångens inledning på Zulu, följt av Carmen Twillie i den efterföljande engelska texten. När den senare släpptes som singel så var det Elton John själv som sjöng, och det är också denna version som brukar anses som den mest kända. Den svenska versionen framförs av Meta Roos och texten till den är skriven av Monica Forsberg.
Sången nominerades till en Oscar för bästa sång 1995, men det priset gick istället till Can You Feel the Love Tonight, även den från Lejonkungen.